# Megaceryle
Megaceryle é um gênero de ave da família Alcedinidae. 

## Espécies
Quatro espécies são reconhecidas para o gênero Megaceryle:
- Megaceryle lugubris, pica-peixe-de-poupa
- Megaceryle maxima, pica-peixe-gigante
- Megaceryle torquata, martim-pescador-grande
- Megaceryle alcyon, martim-pescador-cintado